# كيفن باترسون
كيفن باترسون (بالإنجليزية: Kevin Patterson)‏ هو لاعب كرة قدم أمريكية أمريكي، ولد في 9 أبريل 1986 في برونزويك في الولايات المتحدة.